# Río Fuentes
El río Fuentes es un curso fluvial de Cantabria (España) perteneciente a la cuenca hidrográfica del Saja-Besaya. Tiene una longitud de 5,367 kilómetros, con una pendiente media de 7,0º. En el Pozo de la Arbendia se une al río Hormigas para formar el río Argonza, a su vez afluente del Saja. Transcurre por los municipios de Los Tojos y Campoo de Enmedio.